# Seth Troxler

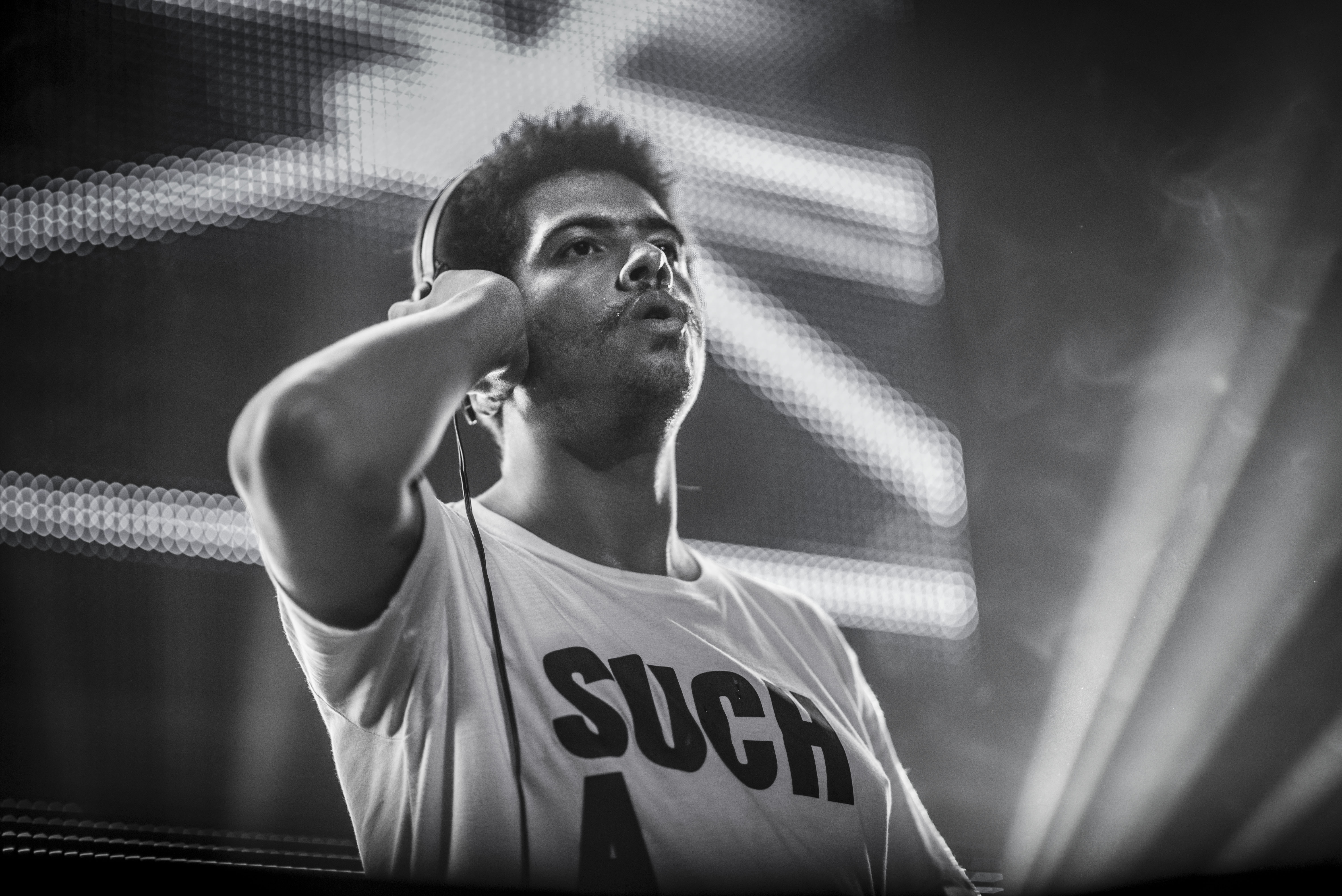
Seth Troxler

Seth Troxler (* um 1986 in Kalamazoo, Michigan) ist ein US-amerikanischer Techno-DJ und Musikproduzent.
Mit 13 Jahren kam Troxler mit seiner Familie nach Detroit. Hier erlebte er die Techno-Szene der 1990er Jahre und wurde selbst DJ und Partyveranstalter. Er jobbte in einem Plattenladen und gründete dort mit Freunden das Label und DJ-Kollektiv Visionquest. Als DJ hat er weltweit Auftritte und zog in den Nullerjahren nach Berlin, heute wohnt er in London. 2012 wählten ihn die Leser des internationalen Onlinemagazins Resident Advisor zum besten DJ des Jahres, im selben Jahr wurde er vom Magazin Rolling Stone zu den wichtigsten DJs der Welt gezählt.